# کندال هوک
کندال نیوکامب هوک (انگلیسی: Kendall Houk؛ زادهٔ ۲۷ فوریهٔ ۱۹۴۳) یک دانشمند در زمینه شیمی اهل ایالات متحده آمریکا است. وی دارای کرسی سائول وینستین در زمینهٔ شیمی آلی دانشگاه کالیفرنیا، لس‌آنجلس است. گروه تحقیقاتی او بر روی واکنش‌های آلی، ترکیبات آلی فلزی، و بیولوژیکی با استفاده از ابزارهای شیمی محاسباتی مطالعه می‌کنند. این تحقیقات شامل محاسبات مکانیک کوانتومی، و اغلب به همراه نظریهٔ نظریه تابعی چگالی، و دینامیک مولکولی، یا دینامیک کوانتومی برای سیستم‌های کوچک یا نیروهایی از قبیل امبر برای تحلیل و شبیه‌سازی پروتئین است.